# Частотный преобразователь (электропривод)
Частотный преобразователь — электронное устройство для изменения частоты электрического тока (напряжения).

## Назначение
Частотный асинхронный преобразователь частоты служит для преобразования сетевого трёхфазного или однофазного переменного тока частотой 50 (60) Гц в трёхфазный или однофазный ток, частотой от 0 Гц до 1000 и более Гц.
Промышленностью выпускаются частотные преобразователи электроиндукционного типа, представляющего собой по конструкции асинхронный двигатель с фазным ротором, работающий в режиме генератора-преобразователя, и преобразователи электронного типа.
Частотные преобразователи электронного типа часто применяют для плавного регулирования скорости асинхронного электродвигателя или синхронного двигателя за счёт создания на выходе преобразователя электрического напряжения заданной частоты. В простейших случаях регулирование частоты и напряжения происходит в соответствии с заданной характеристикой V/f, в наиболее совершенных преобразователях реализовано так называемое векторное управление.
Частотный преобразователь электронного типа — это устройство, состоящее из выпрямителя (моста постоянного тока), преобразующего переменный ток промышленной частоты в постоянный, и инвертора (преобразователя) (иногда с ШИМ), преобразующего постоянный ток в переменный требуемой частоты и амплитуды. Выходные тиристоры (GTO) или транзисторы (IGBT) обеспечивают необходимый ток для питания электродвигателя.
Для улучшения формы выходного напряжения между преобразователем и двигателем иногда ставят дроссель, а для уменьшения электромагнитных помех — EMC-фильтр.

## Устройство и принцип действия

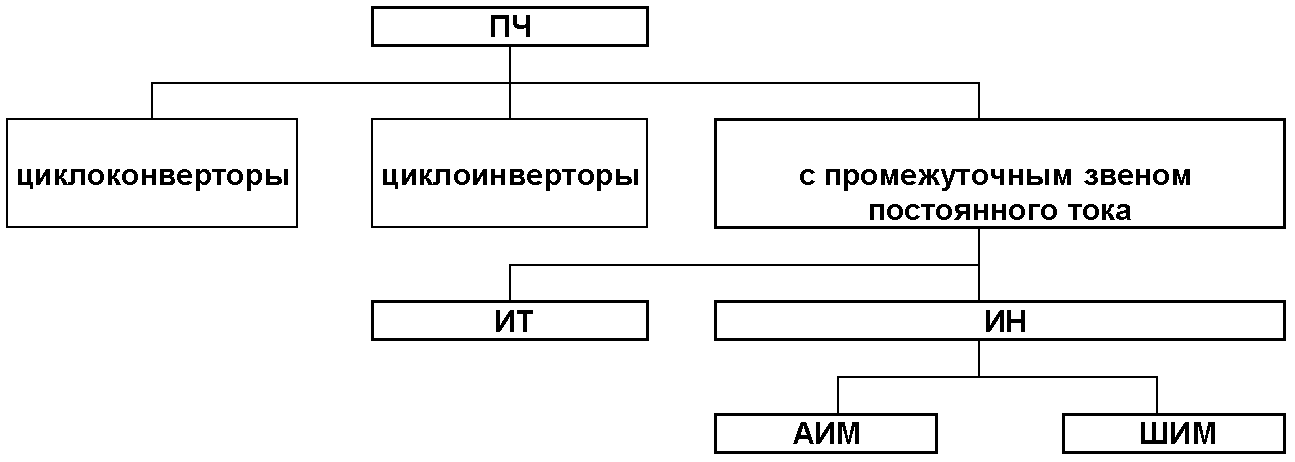
ПЧ — преобразователь частоты;
ИТ — преобразователь частоты источник тока;
ИН — преобразователь частоты источник напряжения;
АИМ — преобразователь частоты с амплитудно-импульсной модуляцией;
ШИМ — преобразователь частоты с широтно-импульсной модуляцией

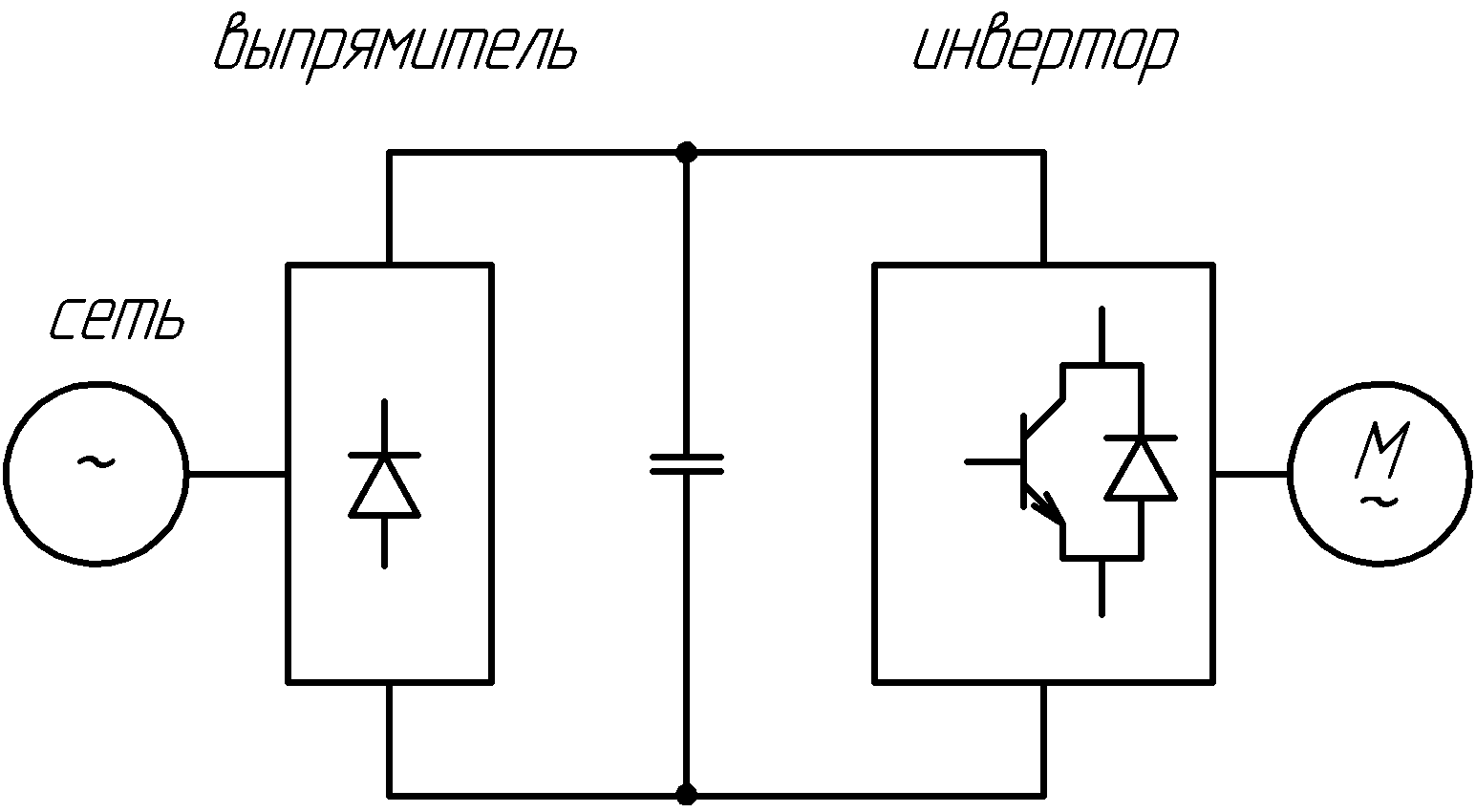
Функциональная схема преобразователя частоты, выполненного по схеме источника напряжения

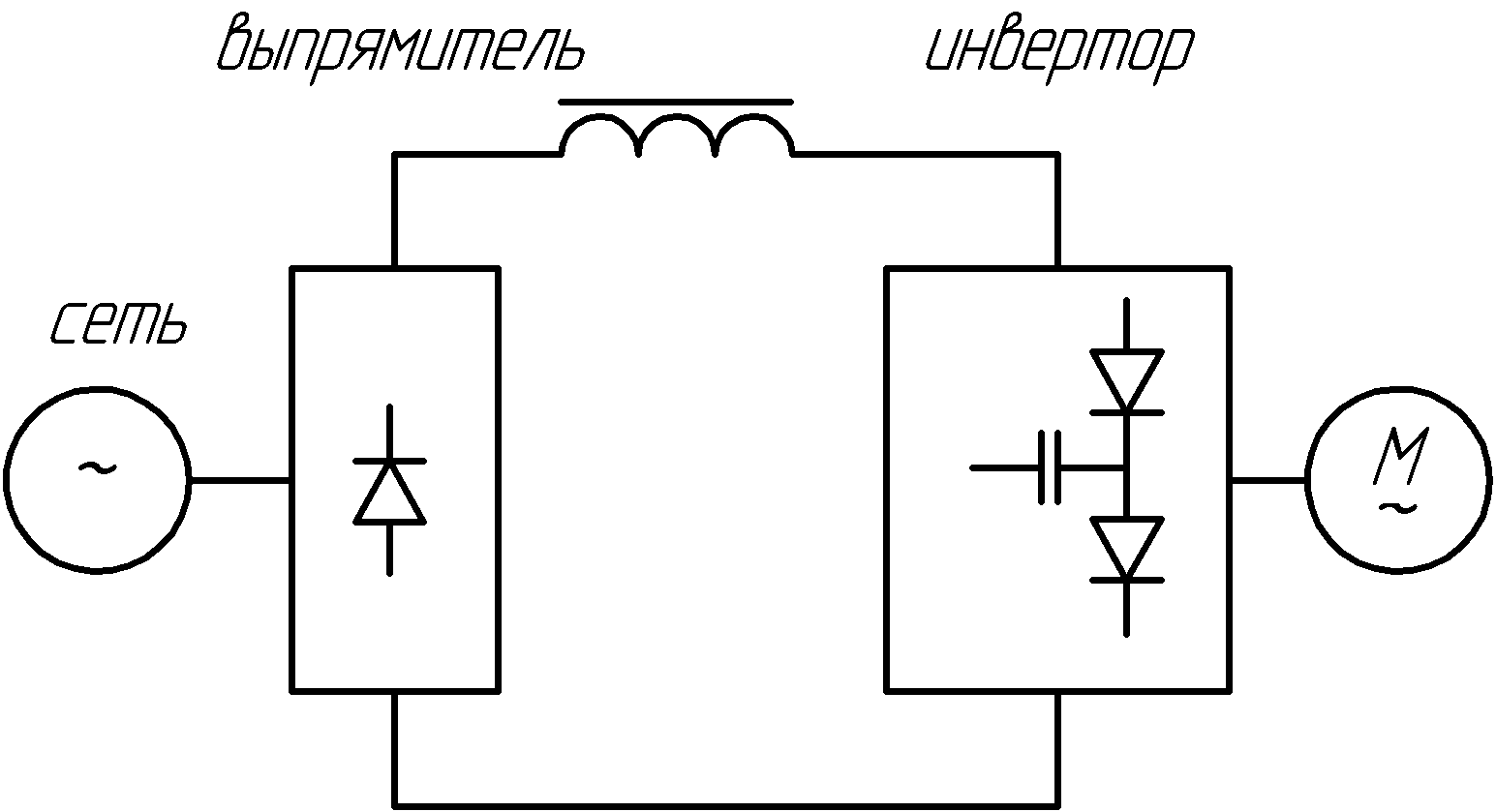
Функциональная схема преобразователя частоты, выполненного по схеме источника тока

Электронный преобразователь частоты состоит из схем, в состав которых входит тиристор или транзистор, которые работают в режиме электронных ключей. В основе управляющей части находится микропроцессор, который обеспечивает управление силовыми электронными ключами, а также решение большого количества вспомогательных задач (контроль, диагностика, защита).
В зависимости от структуры и принципа работы электрического привода выделяют два класса :
1. С непосредственной связью (преобразователи частоты).
2. С явно выраженным промежуточным звеном постоянного тока (синтезаторы частоты).

Каждый из существующих классов преобразователей имеет свои достоинства и недостатки, которые определяют область рационального применения каждого из них.
В преобразователях частоты с непосредственной связью электрический модуль представляет собой управляемый выпрямитель. Система управления поочерёдно отпирает группы тиристоров и подключает обмотки двигателя к питающей сети.
Таким образом, выходное напряжение преобразователя формируется из «вырезанных» участков синусоид входного напряжения. Частота выходного напряжения у таких преобразователей не может быть равна или выше частоты питающей сети. Она находится в диапазоне от 0 до 50 Гц, и как следствие — малый диапазон управления частотой вращения двигателя (не более 1 : 10). Это ограничение не позволяет применять такие преобразователи в современных частотно регулируемых приводах с широким диапазоном регулирования технологических параметров.
Использование незапираемых тиристоров требует относительно сложных систем управления, которые увеличивают стоимость преобразователя. «Резаная» синусоида на выходе преобразователя с непосредственной связью является источником высших гармоник, которые вызывают дополнительные потери в электрическом двигателе, перегрев электрической машины, снижение момента, очень сильные помехи в питающей сети. Применение компенсирующих устройств приводит к повышению стоимости, массы, габаритов, понижению КПД системы в целом.
Наиболее широкое применение в современных частотно-регулируемых приводах находят синтезаторы частоты с явно выраженным промежуточным звеном постоянного тока. В этом классе используется двойное преобразование электрической энергии: входное синусоидальное напряжение с постоянной амплитудой и частотой выпрямляется и фильтруется, далее из него инвертором синтезируется переменное напряжение указанной частоты и амплитуды. Двойное преобразование энергии в синтезаторах приводит к снижению КПД и к некоторому ухудшению массо-габаритных показателей по отношению к преобразователям с непосредственной связью. Обязательное наличие силовых электролитических конденсаторов закладывает программируемое ограничение на срок службы инвертора: преследующий цель уменьшения цены инвертора выбор номиналов силовых накопителей ведёт к сроку службы при полной нагрузке около 3К часов, что увеличивает совокупную стоимость владения привода.
Для формирования синусоидального переменного напряжения используют автономный инвертор, который формирует электрическое напряжение заданной формы на обмотках электродвигателя (как правило, методом широтно-импульсной модуляции). В качестве электронных ключей в инверторах применяются запираемые тиристоры (GTO) и их усовершенствованные модификации GCT, IGCT, SGCT, и биполярные транзисторы с изолированным затвором IGBT.
Главным достоинством тиристорных преобразователей частоты, как и в схеме с непосредственной связью, является способность работать с большими токами и напряжениями, выдерживая при этом продолжительную нагрузку и импульсные воздействия. Они имеют более высокий КПД (до 88 %) по отношению к преобразователям на IGBT-транзисторах.
Преобразователи частоты являются нелинейной нагрузкой, создающей токи высших гармоник в питающей сети, что приводит к ухудшению качества электроэнергии.